# 10 000 mètres féminin aux championnats du monde d'athlétisme 2022
Pour des articles plus généraux, voir Championnats du monde d'athlétisme 2022 et 10 000 mètres aux championnats du monde d'athlétisme.
Navigation
Doha 2019 Budapest 2023
L'épreuve du 10 000 mètres féminin des championnats du monde de 2022 se déroule le 16 juillet 2022 au sein du stade Hayward Field à Eugene, aux États-Unis.

## Mimimas de qualification
Le minima de qualification est fixé à 31 min 25 s 00, la période de qualification s'étend du 27 décembre 2020 au 26 juin 2022.

## Résultats
| Rang               | Nom                         | Nationalité    | Temps          | Notes |
| ------------------ | --------------------------- | -------------- | -------------- | ----- |
| Médaille d'or      | Letesenbet Gidey            | Éthiopie       | 30 min 09 s 94 | WL    |
| Médaille d'argent  | Hellen Obiri                | Kenya          | 30 min 10 s 02 | PB    |
| Médaille de bronze | Margaret Chelimo Kipkemboi  | Kenya          | 30 min 10 s 07 | PB    |
| 4                  | Sifan Hassan                | Pays-Bas       | 30 min 10 s 56 | SB    |
| 5                  | Rahel Daniel                | Érythrée       | 30 min 12 s 15 | NR    |
| 6                  | Ejgayehu Taye               | Éthiopie       | 30 min 12 s 45 | PB    |
| 7                  | Caroline Chepkoech Kipkirui | Kazakhstan     | 30 min 17 s 64 | NR    |
| 8                  | Bosena Mulatie              | Éthiopie       | 30 min 17 s 77 | PB    |
| 9                  | Karissa Schweizer           | États-Unis     | 30 min 18 s 05 | PB    |
| 10                 | Eilish McColgan             | Royaume-Uni    | 30 min 34 s 60 |       |
| 11                 | Jessica Judd                | Royaume-Uni    | 30 min 35 s 93 | PB    |
| 12                 | Ririka Hironaka             | Japon          | 30 min 39 s 71 | PB    |
| 13                 | Alicia Monson               | États-Unis     | 30 min 59 s 85 |       |
| 14                 | Stella Chesang              | Ouganda        | 31 min 01 s 04 | NR    |
| 15                 | Natosha Rogers              | États-Unis     | 31 min 10 s 57 | PB    |
| 16                 | Mercyline Chelangat         | Ouganda        | 31 min 28 s 26 | SB    |
| 17                 | Dominique Scott             | Afrique du Sud | 31 min 40 s 73 |       |
| 18                 | Dolshi Tesfu                | Érythrée       | 31 min 49 s 29 | SB    |
| 19                 | Rino Goshima                | Japon          | 32 min 08 s 68 |       |
|                    | Sheila Chepkirui            | Kenya          | DNS            | DNS   |

## Légende
Records et Performances
- AR : Record continental (area record)
- CR : Record des championnats (championship record)
- MR : Record du meeting (meet record)
- NR : Record national (national record)
- OR : Record olympique (olympic record)
- PR : Record paralympique (paralympic record)
- PB : Record personnel (personal best)
- SB : Meilleure performance personnelle de la saison (season's best)
- WL : Meilleure performance mondiale de l'année (world leader)
- WJR : Record du monde junior (world junior record)
- WR : Record du monde (world record)

Circonstances et Conditions
- DNF : N'a pas terminé (did not finish)
- DNS : N'a pas pris le départ (did not start)
- DQ : Disqualification (disqualification)
- NM : Aucun essai valable enregistré (No Mark)
- Q : Qualifié « directement » au prochain tour (ou à la prochaine compétition), lors d'une compétition majeure, grâce au classement ou à la réalisation des minima (automatic qualifier)
- q : Qualifié au prochain tour (ou à la prochaine compétition), lors d'une compétition majeure, grâce au repêchage ou à la réalisation de l'une des meilleures performances parmi celles des « non qualifiés directement » (grâce au meilleur temps ou à la meilleure distance par exemple) (secondary qualifier)